# OGC Nice Côte d'Azur Handball
Maillots
Actualités
Ne doit pas être confondu avec le club masculin du Cavigal Nice Handball.
L’Olympique Gymnaste Club Nice Côte d'Azur Handball est un club français de handball féminin fondé en 2006 et basé à Nice. Il évolue depuis la saison 2012-2013 en Division 1, soit le plus haut niveau français. En 2019, le club termine pour la première fois vice-champion de France et se qualifie pour la première fois en Coupe d'Europe.

## Historique

### L'ascension de l'OGC Nice
En 2006, une politique de développement du club est mise en place visant à atteindre le haut niveau. Le club progresse alors régulièrement, passant de la 5e division (N3) en 2007-2008 à la 1re division (LFH) en 2012-2013, avec 4 montées en 5 années. Cette progression se fait notamment avec l'aide d'internationales françaises venant renforcer le club alors même qu'il évolue dans des divisions inférieures, comme Valérie Nicolas qui rejoint le club en 2008 (en N2) ou Nodjialem Myaro en 2009 (en N1). À l'issue de la saison 2011-2012, lors de laquelle l'équipe est sous la direction Carine Bertrand, le club accède en Division 1. Lors de la saison 2012-2013, le club, qui dispute sa première saison parmi l'élite, termine 7e du championnat. En 2019, le club termine pour la première fois vice-champion de France et se qualifie pour L'EHF cup pour la saison 2019/20.

## Palmarès
| Compétitions internationales             | Championnats nationaux | Coupes nationales                       |
| - Coupe de l'EHF (C3) - 3e tour en 2020. | - finaliste de Division 1 en 2019 - champion de Division 2 en 2012 - champion de Nationale 2 (D4) en 2009 ; - champion de Nationale 3 (D5) en 2008 ; | - Coupe de la Ligue - finaliste en 2016 |

## Bilan saison par saison
| Saison    | Div.          | Saison régulière           | Saison régulière           | Play-offs/downs           | Coupe de France | Coupe de la Ligue     | Coupes d'Europe | Entraîneur          |
| 2007-2008 | 5 Nationale 3 | Championne de France de N3 | Championne de France de N3 | -                         | ?               | Non qualifié          | Non qualifié    | ?                   |
| 2008-2009 | 4 Nationale 2 | Championne de France de N2 | Championne de France de N2 | -                         | ?               | Non qualifié          | Non qualifié    | Franck Bulleux      |
| 2009-2010 | 3 Nationale 1 | 2e (poule Est)             | 2e (poule Est)             | -                         | 3e tour         | Non qualifié          | Non qualifié    | Franck Bulleux      |
| 2010-2011 | 2 Division 2  | 4e                         | 15 - 0 - 9                 | -                         | 2e tour         | Non qualifié          | Non qualifié    | Franck Bulleux      |
| 2011-2012 | 2 Division 2  | 1er                        | 25 - 0 - 1                 | -                         | 4e tour         | Non qualifié          | Non qualifié    | Carine Bertrand     |
| 2012-2013 | 1 Division 1  | 9e                         | 5 - 0 - 13                 | Playdowns : 7e            | 8e de finale    | 8e de finale          | Non qualifié    | Sébastien Gardillou |
| 2013-2014 | 1 Division 1  | 7e                         | 5 - 1 - 12                 | Playdowns : 9e            | Demi-finale     | 8e de finale          | Non qualifié    | Sébastien Gardillou |
| 2014-2015 | 1 Division 1  | 6e                         | 7 - 2 - 9                  | Quart de finale : 6e      | 8e de finale    | 8e de finale          | Non qualifié    | Sébastien Gardillou |
| 2015-2016 | 1 Division 1  | 4e                         | 6 - 2 - 6                  | Demi-finale : 4e          | Demi-finale     | Finaliste             | Non qualifié    | Sébastien Gardillou |
| 2016-2017 | 1 Division 1  | 10e                        | 5 - 2 - 13                 | Playdowns : 10e           | 8e de finale    | Compétition supprimée | Non qualifié    | Marjan Kolev        |
| 2017-2018 | 1 Division 1  | 4e                         | 14 - 3 - 5                 | Quart de finale : 6e      | Demi-finale     | Compétition supprimée | Non qualifié    | Marjan Kolev        |
| 2018-2019 | 1 Division 1  | 3e                         | 16 - 1 - 5                 | Finaliste : 2e            | Demi-finale     | Compétition supprimée | Non qualifié    | Marjan Kolev        |
| 2019-2020 | 1 Division 1  | 6e / arrêtée due au COVID  | 6e / arrêtée due au COVID  | 6e / arrêtée due au COVID | 8e de finale    | Compétition supprimée | C3 - 3e tour    | Marjan Kolev        |
| 2020-2021 | 1 Division 1  | 6e                         | 8 - 0 - 5                  | 7e                        | Demi-finale     | Compétition supprimée | Non qualifié    | Marjan Kolev        |
| 2021-2022 | 1 Division 1  | 7e                         | 11 - 3 - 12                | -                         | 3e tour         | Compétition supprimée | Non qualifié    | Marjan Kolev        |
| 2022-2023 | 1 Division 1  |                            |                            |                           |                 | Compétition supprimée | Non qualifié    | Clément Alcacer     |

Légende : 1 à 5 : échelon de la compétition.

## Personnalités liées au club

### Joueuses
Parmi les joueuses ayant évolué au club, on trouve (par ordre alphabétique) :
- Maïda Arslanagić (2012-2014)
- Jannela Blonbou (2015-2020)
- Elisabeth Chávez (2012-2015)
- / Hadja Cissé (2016-2017)
- Laurine Daquin (2013-2016)
- Cléopâtre Darleux (2014-2016), capitaine
- Béatrice Edwige (2014-2016)
- Beatriz Escribano (2012-2015)
- Biljana Filipović-Bandelier (2013-2015)
- Cecilia Grubbström (2013-2014)
- Maëva Guillerme (2012-2015)
- Ágnes Hornyák (2015-2016)
- Nimétigna Keita (2011-2013)
- Karen Knútsdóttir (2014-2017)
- Aïssatou Kouyaté (2014-2017)
- Alexandra Lacrabère (2014-2016)
- Manon Le Bihan (2012-2016)
- Stella Joseph-Mathieu (2012-2014)
- Carmen Martín (2017-2019)
- Nodjialem Myaro (2012-2013)
- Valérie Nicolas (2008-2012)
- Arna Sif Pálsdóttir (2015-2017)
- Samira Rocha (2014-2016)
- / Hatadou Sako (2016-2020)
- Linnea Torstenson (2017-2019)
- Djénéba Tandjan (2018-2020)

### Encadrement
Entraîneurs
- Franck Bulleux : entraîneur de 2008 à 2011
- Carine Bertrand : entraineur 2011-2012
- Sébastien Gardillou : entraîneur de 2012 à 2016
- Marjan Kolev (en) : entraîneur de 2016 à 2022
- Clément Alcacer : entraîneur depuis 2022

Présidents
- Ange Ferracci : président de 2010 à août 2019. Désormais président d'honneur.
- Gilles Giribaldi : président depuis août 2019

## Divers

### Équipementiers
| Période                            | Équipementier | Réf   | Commentaire                                              |
| ---------------------------------- | ------------- | ----- | -------------------------------------------------------- |
| ? – 2019/07                        | Adidas        | [ 4 ] |                                                          |
| 2019/07 – 2020/09                  | Macron        | [ 5 ] | Équipementier du club de football OGC Nice (2016 – 2023) |
| 2020/09 (2021/08 officiellement) – | Hummel        | ,     |                                                          |

### Infrastructures
Le club utilise la halle des sports Charles-Ehrmann située au sein du parc des sports Charles-Ehrmann à Nice.